# BAe 146
BAe 146 — вузькофюзеляжний чотиримоторний турбореактивний пасажирський літак.

## Специфікації

### Основні характеристики
- Екіпаж: 4
- Пасажири: 85-100
- Довжина: 28,55 м
- Розмах крила: 26,34 м
- Висота: 8,61 м
- Двигун: 4× Lycoming ALF 502R-5

### Льотні характеристики
- Крейсерська швидкість: 750 км/ч
- Дальність польоту: 2 075 км
- Практична стеля: 9 500 м

## Критика
У документальному фільмі 2007 року «Ласкаво просимо на борт авіакомпанії Toxic Airlines» містилися докази того, що в 1999—2000 роках Сенат Австралії розслідував питання охорони здоров'я та безпеки польотів, пов'язані з випарами нафти на літаку British Aerospace 146. У фільмі також є промова австралійського сенатора про гроші, які BAe сплачує за мовчання щодо проблеми диму.